# La Reine solitaire
La Reine solitaire est un roman de fantasy écrit par Robin Hobb. Traduction française du troisième tiers du livre original Assassin's Quest publié en 1997, il a été publié en français le 8 novembre 2000 aux éditions Pygmalion et constitue le sixième tome de L'Assassin royal.
L'histoire des personnages du premier cycle de L'Assassin royal continue dans le deuxième cycle nommé en langue originale The Tawny Man. Une autre série de Robin Hobb, Les Aventuriers de la mer, se déroulant dans le même monde, se situe chronologiquement entre ces deux cycles et introduit des personnages importants du deuxième cycle.

## Résumé
Sur la dangereuse Voie magique, FitzChevalerie vient de s'appuyer dans un des noirs poteaux d'Art, et il est aussitôt transporté en un autre lieu et à une autre époque : une ville des Anciens dans toute sa splendeur.
Au milieu des ruines, il voit les fantômes de ses habitants et la beauté certaine de leur résidence. Une ville oubliée par le temps, une ville où les dragons étaient reconnus.
Seul dans cet endroit désolé, il entreprend d'explorer les environs. Il ne tarde pas à tomber sur les traces de la présence de Vérité, passé par ici il y a longtemps pour établir une carte des environs depuis une haute tour. Fitz fait rapidement de même et emprunte de nouveau le pilier d'Art pour retourner d'où il était parti. La fatigue le prend, mais il parvient à son but et ses compagnons de voyage sont soulagés de le revoir après une journée complète d'absence.
Fort de leur nouvelle et grossière carte, ils continuent leur route et ils parviennent dans une clairière où sont disposées d'étranges statues. Ces statues sont si colorées, si soignées qu'un instant tous prennent peur de déranger les étranges créatures. Fitz et Œil-de-nuit eux sont convaincus par leur sens du Vif que ce ne sont pas de simples statues, qu'elles sont en réalité vivantes, mais comme endormies.
Ignorant ces créatures en forme de dragons, de sangliers ailés et autres, ils poursuivent leur chemin et trouvent le roi Vérité dans un état d'épuisement physique et mental considérable.
L'objet de leur quête a même beaucoup de mal à les reconnaître et ne fait preuve d'aucune émotion à part la lassitude, même quand Kettricken lui annonce avoir perdu leur enfant.
Ils établissent leur campement et entreprennent de se reposer, et là Vérité leur explique ce qu'il fait. 
Depuis des mois, il a pris conscience que les Dragons venus aider les Six-Duchés avaient été créés par des clans d'Art, menés par leur roi. Après avoir essayé en vain de ranimer les Dragons endormis, il a entrepris à son tour d'en créer un, plus grand qu'un navire. Mais la tâche est ardue. Outre les dizaines d'instruments qu'il use au cours des longues semaines à ne faire que sculpter son dragon, Vérité est obligé de le nourrir pour qu'il prenne vie. Et cette nourriture ce sont ses émotions, ses souvenirs, ses sentiments. Se détachant progressivement de lui-même, il a commencé à remplir son dragon. Pour gagner du temps, il a même plongé ses mains dans le fleuve d'Art, leur donnant une habileté incroyable et lui permettant de tailler la pierre d'un simple effleurement, mais cela ne suffit pas. Il a presque fini, mais il n'a pas assez à donner et sa quête est vaine.
Caudron vient alors l'aider, et elle fait les mêmes sacrifices que Vérité, qui interdit par ailleurs à Fitz de l'aider. Caudron dévoile aussi son passé lointain d'Artiseuse. Jalouse de sa sœur à cause d'un homme, elle l'a tuée et a été punie et privée de l'Art à jamais, condamnée par ses propres remords. Fitz l'aide à se pardonner elle-même, et après deux cents ans de souffrances, Caudron recouvre la faculté d'Artiser et d'aider Vérité.
Vérité sait qu'il lui faut impérativement un héritier, sinon les Six-Duchés sont perdus. Seulement, il est lui-même physiquement incapable d'étreindre son épouse, et il propose alors un marché à Fitz : ils échangent leur corps quelques heures contre la possibilité pour Fitz de contacter Molly et leur fille.
Fitz accepte, mais sombre au bord du désespoir quand il voit qu'après un an à le croire mort, Molly et Burrich sont finalement tombés amoureux et vont se marier. Après avoir déversé ses pires souvenirs, comme la torture de Royal et la perte de ceux qu'il aime, dans la Fille-au-Dragon, Fitz trouve finalement le réconfort dans les bras d'Astérie.
Depuis des semaines, le Clan de Royal n'a pas cessé de les harceler, affaiblissant Vérité, et poussant le Fou à trahir involontairement les secrets de Fitz. Les soldats de Royal les ont traqués, obligeant Fitz à en tuer. Mais aujourd'hui, ils sont tout proches, et il leur faut se dépêcher.
Le Dragon est enfin terminé et Vérité et Caudron se fondent littéralement dedans pour lui donner vie. Sur son dos Kettricken et la ménestrelle Astérie s'en vont à Castelcerf pour repousser les pirates. Le Fou, Œil-de-nuit et Fitz décident de rester malgré tout.
Une douzaine de jeunes artiseurs, à peine formés par Guillot, surviennent alors. Ils tentent de briser Fitz par l'Art mais échouent ; ils se rabattent alors sur des armes plus traditionnelles, et s'engage alors une mêlée terrible. Fitz et son loup se battent comme jamais auparavant et tuent plusieurs de leurs adversaires, mais il en vient toujours d'autres et ils sont acculés et blessés. Mais le Fou, blessé lui aussi, parvient à ranimer la Fille-au-Dragon, grâce au sang de Ronce, et vient leur prêter main-forte.
Durant les combats, Fitz comprend que du sang et le Vif sont suffisants pour réveiller les dragons ; avec son loup il libère alors tous ceux de la clairière de leur profond sommeil, et le Fou monté sur son dragon part avec eux à la suite de Vérité. Ainsi, les Anciens partent au secours des Six-Duchés.
Royal qui voulait faire construire ses propres dragons de pierres pour surpasser Vérité est vaincu quand ses hommes sont défaits. Le dernier, Guillot, est battu par Fitz par l'épée et par l'Art. Fitz se sert alors de lui pour trouver Royal et lui imposer un ordre d'Art très puissant, imposant à son oncle une loyauté sans bornes envers Kettricken et les Six-Duchés.
Les pirates Rouges sont enfin chassés des Six-Duchés, et Kettricken reprend son trône et ne tarde pas à donner naissance à Devoir, l'enfant de Vérité-le-Dragon, désormais incorporé à la légende du sauveur de son peuple.
Fitz a réussi à convaincre Astérie de renoncer à son vœu le plus cher et à taire son rôle dans cette affaire. Surtout après les derniers événements, il estime que le Bâtard au Vif est mieux mort pour tout le monde.
Il reste donc avec Œil-de-nuit pour seul compagnon - mais totalement fidèle et se comprenant mutuellement à la perfection - et ils entreprennent de voyager de par le monde avant de s'établir en ermites dans le duché de Cerf. Astérie lui ramène quelques années plus tard un enfant perdu à s'occuper et Fitz le prend sous son aile tandis qu'il couche par écrit toute son histoire. Fitz et Œil-de-nuit pensent souvent à retourner à la carrière, et à sculpter leur propre Dragon, comme nous l'apprend la dernière phrase du livre.
Ainsi se termine La Reine solitaire qui conclut le premier cycle de L'Assassin royal. Le Prophète blanc poursuit l'histoire de FitzChevalerie une quinzaine d'années après les événements de La Reine solitaire.